# Live at the Half-Note (Art Farmer)
Live at the Half-Note è un album dal vivo del quartetto di Art Farmer, pubblicato dalla Atlantic Records nel 1964. Il disco fu registrato il 5, 6 e 7 dicembre 1963 a The Half-Note Cafe di New York (Stati Uniti).

## Tracce
Lato A
1. Stompin' at the Savoy – 12:27 (Andy Razaf, Benny Goodman, Chick Webb, Edgar Sampson)
2. Swing Spring – 5:51 (Miles Davis)

Lato B
1. What's New – 4:24 (Bob Haggart, Johnny Burke)
2. I Want to Be Happy – 9:41 (Irving Caesar, Vincent Youmans)
3. I'm Getting Sentimental Over You – 5:03 (George Bassman, Ned Washington)

## Musicisti
- Art Farmer - flicorno
- Jim Hall - chitarra
- Steve Swallow - contrabbasso
- Walter Perkins - batteria